# Beiras e Serra da Estrela
Beiras e Serra da Estrela  (svenska Beiras och Serra da Estrela) är en statistisk underregion (NUTS 3) i Portugal.
Den är en del av den statistiska regionen Mellersta Portugal (NUTS 2), och omfattar delar av distrikten Guarda och Castelo Branco. Dess viktigaste orter är Guarda och Covilhã.
Ytan uppgår till 6305 km² och befolkningen till 236 023 personer (2001).

## Kommuner
Subregionen Beiras e Serra da Estrela omfattar 15 kommuner (concelhos).
- Almeida
- Belmonte
- Celorico da Beira
- Covilhã
- Figueira de Castelo Rodrigo
- Fornos de Algodres
- Fundão
- Gouveia
- Guarda
- Manteigas
- Mêda
- Pinhel
- Sabugal
- Seia
- Trancoso

## Största städer
1. Covilhã
2. Guarda
3. Fundão
4. Seia
5. Gouveia
6. Sabugal